# Lista över länsvägar i Värmlands län
Detta är en lista över länsvägar i Värmlands län. 
Numren på de övriga länsvägarna (500 och uppåt) är unika per län, vilket innebär att vägar i olika län kan ha samma nummer. För att hålla isär dem sätts länsbokstaven framför numret.
Rv är för riksvägar. Länsvägar inom länet, även primära, redovisas här utan S.

## Primära länsvägar 100–499
| Väg | Sträckning |
| --- | --- |
| 172 | (Bengtsfors-) Västra Götalands länsgräns vid Gustavsfors och vid Gårdsnäs-Årjäng (E 18)-Vännacka (177)-Vårdalen-Sulvik - Jössefors-Arvika (Agneteberg)-Graninge (61) (gemensam sträckning med 177 Årjäng-Vännacka)                                                |
| 175 | Säffle (Rolfserud) (45)-Knöstad (E18) (gemensam sträckning med E18 Knöstad-Ökne)-Nysäter-Arvika (61) |
| 177 | Årjäng-Vännacka (172)-Koppom-Åmotfors (61) (gemensam sträckning med 172 Årjäng-Vännacka) |
| 204 | Gränsen (26)-Örebro länsgräns vid Mo (-Svartå) |
| 236 | Industrileden (557)-Gunnarskärsleden-Lövnäsledenkommungränsen-Suttern-Bergmotet (E18, 63). Genomfart Karlstad: Hammaröleden-Örsholmsleden |
| 237 | (Karlskoga-) Örebro länsgräns vid Spjutberg-Storfors (26) |
| 238 | (Gemensam sträckning med 61 Arvika-Finnebäck och 45 Berga-Sunne) Finnebäck (61)-Skog-Fryksdalshöjden-Berga (45) |
| 239 | Bergeby (45)-Ekshärad (62) |
| 240 | Väsemotet (E 18)-Väse k:a-Ve (571)-Molkom (63, 63)- Stenåsen-Lidsbron-Råbäcken (246) |
| 241 | Sunne (45)-Annefors-Munkerud (62). Genomfart Sunne: Storgatan. Genomfart Munkfors: Fryksdalsvägen |
| 243 | Åtorp - Degerfors – Karlskoga – Nora, i Örebro län. |
| 245 | Gumhöjden (246)-Rämmen (26)-Dalarnas länsgräns vid Pålhammarsäng (-Ludvika) (Gemensam sträckning med 26 Rämmen-Pålhammarsäng) |
| 246 | Filipstad (63)-Fogdhyttan (832)-Nordmark (834)- Motjärnshyttan (835)-Gumhöjden (245) (Gemensam sträckning med 245 Gumhöjden – Hagfors)-Geijersholm (843)-Hagfors- Råbäcken (240)-Bäckåsarna (62). Genomfart Filipstad: Skillervägen. Genomfart Hagfors: Dalavägen |

## 500–599
- Länsväg S 500: Töcksfors (E18) – Stommen (502) – Väng (501) – Båstnäs. Går även genom Västra Fågelvik (502).
- Länsväg S 501: (Graneröd –) riksgränsen vid Hulabäcksröset – Väng (500)
- Länsväg S 502: Stommen (500) – Västra Fågelviks kyrka – Holmedals kyrka (503) – Norslund (E18)
- Länsväg S 503: Holmedals kyrka (E18) – Upsal, Nästeviken (503) – Gröttnäs – Viker – Upsal (503). Går även genom Hän.
- Länsväg S 503.01: förbindelseväg mot Töcksfors (502)
- Länsväg S 505: Selen (E18) – Fölsbyn (506)
- Länsväg S 505.01: grenväg mot Töcksfors (E18)
- Länsväg S 506: Västra Götalands läns gräns vid Berget (O 2212) – Trankil (507) – Källsbyn (508) – Lennartsfors (509) – Ängebäck (511) – Fölsbyn (505) – Kyrkerud (172)
- Länsväg S 507: väg till Trankil kyrka (506)
- Länsväg S 508: Källsbyn (506) – Grunnerud
- Länsväg S 509: Lennartsfors (506) – Blomma (510) – Ingebyn (511) – Trättlanda (512) – Breviken (ort) (172)
- Länsväg S 510: Västra Götalands läns gräns vid Gustavsfors (172) – Rösstegen – Blomma (509)
- Länsväg S 511: Ingebyn (509) – Ängebäck (506)
- Länsväg S 512: Västra Götalands läns gräns vid Kalvlund (O 2214) – Blomskogs kyrka (513) – Trättlanda (509)
- Länsväg S 513: Blomskog (512) – Blomskogs kyrka (512)
- Länsväg S 518: Västra Götalands läns gräns vid Kasen (O 2251) – Signebyn – Bäcken (520) – Karlsfors (519) – Svensbyn (E18). Går även förbi Momossen.
- Länsväg S 519: Karlsfors (518) – Utängen (E18)
- Länsväg S 520: Bäcken (518) – Sågerud (E18)
- Länsväg S 521: Årjäng (172) – Sillegårdsed – Åsebyn (E18)
- Länsväg S 522: Sillebotten (523) – Jämnemon (E18)
- Länsväg S 523: Västra Götalands läns gräns vid Abborrtjärnet (O 2254) – Sillebotten (527, 522) – Myrås (E18)
- Länsväg S 524: Svanskog (525) – Hallanda (593) – Rudsbyn (E18)
- Länsväg S 525: Västra Götalands läns gräns vid Hognerud (O 2248) – Hognerud (526) – Svanskog (528, 524) – Skäggebyn (529) – Sjöändan (E18)
- Länsväg S 525.01: väg till Svanskogs kyrka
- Länsväg S 526: Hognerud (525) – Västra Götalands läns gräns vid Röstegen (O 2254)
- Länsväg S 527: Galteviken – Sillebotten (523)
- Länsväg S 528: Västra Götalands läns gräns vid Milhålan (O 2257) – Svanskog (525)
- Länsväg S 529: Skäggebyn (525) – Pellerud (530) – Kila (545)
- Länsväg S 530: Pellerud (529) – Sandbol – Lövenborg (545)
- Länsväg S 531: Västra Götalands läns gräns vid Århult (O 2258) – Kila (545)
- Länsväg S 532: Tveta (E45) – Kållerud (545)
- Länsväg S 533: Säffle (E45) – By (534, vh-gräns) – Råglanda (535) – Botilsäters kyrka (536) – N Averstad (537) – Torp (538) – Millesvik (539) – Gunnerud (537) – Ekenäs. Genomfart Säffle: Granbäcksvägen – Tingvallagatan – Sundgatan – Näsvägen
- Länsväg S 534: By (533) – Hög (535) – S Ny kyrka (540)
- Länsväg S 535: Råglanda (533) – Hög (534) – Göstakrog (Rv45)
- Länsväg S 536: Botilsäters kyrka (533) – Kvaldersrud (540)
- Länsväg S 537: N Averstad (533) – Ölseruds kyrka (540) – Gaperhult (538) – Gunnerud (533)
- Länsväg S 538: Torp (533) – Gaperhult (537)
- Länsväg S 539: väg till Millesviks kyrka (533)
- Länsväg S 540: Ölseruds kyrka (537) – Kvaldersrud (536) – S Ny kyrka (534) – Värmlandsbro (Rv45)
- Länsväg S 541: Värmlandsbro (E45) – Ingrirud (547) – Mässviks Hamn
- Länsväg S 542: Göstakrog (E45) – Remmenetorp – Bro kyrka – Värmlandsbro (Rv45)
- Länsväg S 542.01: väg till Bro kyrka
- Länsväg S 545: Säffle (Annelund) – (E45, vh-gräns) – Kållerud (532) – Kila (531, 529) – Lövenborg (530) – Ökne (175). Genomfart Säffle: Annelundsvägen
- Länsväg S 546: Segmon (551) – Sparnäs – S Borgvik – Borgvik (669)
- Länsväg S 546.01: förbindelseväg mot Nysäter (669)
- Länsväg S 546.02: förbindelseväg – norrut – 669
- Länsväg S 547: Ingrirud (541) – Liljedal – Malöga (E18)
- Länsväg S 548: Strömsborg (E18) – Norsbron (664)
- Länsväg S 549: Aspberg – Segerstads kyrka – Edsberg (550) – Strömsborg (E18)
- Länsväg S 550: Edsberg (549) – Björkås (E18, 664)
- Länsväg S 551: trafikplats Valnäs (Rv45) – gemensam sträckning med E18, Rv45 – Segmon – Malöga (547)
- Länsväg S 554: industrileden i Skoghall (557) – Dingelsundsådran (vh-gräns) – Hultsbergsmotet (E18) vid Bergvik, Karlstad
- Länsväg S 555: Skoghall (554) (557) - Mörmon (236) - Hovlanda (562). Har uppgått i en annan väg.
- Länsväg S 557: Skoghall (554) – N Mörmon (236)
- Länsväg S 559: väg till Kila kyrka (545)
- Länsväg S 561: Skoghallsleden (236) – Hallersrudsleden (562, vh-gräns) – Bärstad (565) – Östanås (566) – Rud. Går även förbi Jonsbol och Lövnäs.
- Länsväg S 562: Hallersrud (561) – Hovlanda – St Skagene (563) – Takene
- Länsväg S 563: St Skagene (562) – Fiskvik
- Länsväg S 565: Bärstad (561) – Tynäs
- Länsväg S 566: Östanås (561) – Lindenäs
- Länsväg S 571: Skattkärr (E18) – Spångamotet (E18) – Berg (575) – Lund (745) – Ve (240). Går även genom Östra Fågelvik (575) och Väse (240).
- Länsväg S 575: väg till Ö Fågelviks kyrka (571)
- Länsväg S 577: väg till Väse kyrka (240)
- Länsväg S 578: Väsemotet (E18, 240) – Väse – Färjstugan
- Länsväg S 580: Sanda (E18) – Ölme kyrka – Ulvsjö
- Länsväg S 581: Ed (641) – Långseruds kyrka – Backa (E18)
- Länsväg S 586: Nybble (Rv26) – Ed (588) – Edstorp (591) – Hult (592) – Järsberg (Rv26)
- Länsväg S 587: väg till och förbi Visnums kyrka (Rv64 – Rv64)
- Länsväg S 588: Ed (586) – Visnums Kils kyrka (589) – Brobyn – Medhamn
- Länsväg S 589: väg till Visnums Kils K:a (588)
- Länsväg S 591: Brunnshagen (586) – Nyäng (592)
- Länsväg S 592: Hult (586) – Nyäng (591, Rv26)
- Länsväg S 593: Ödebyn – Hallanda (524)
- Länsväg S 594: Västra Götalands läns gräns vid Edet (O 3003) – Edet (204)
- Länsväg S 597: väg till Rudskoga kyrka (204)
- Länsväg S 598: Runnebol (204) – Skottlanda (600) – Gjordsbol – Konsterud – Brotorp (600)

## 600–699
- Länsväg S 600: Vall (Rv26) – Brotorp (598) – Skottlanda (598) – Örebro läns gräns vid Mo (– Svartå)
- Länsväg S 601: Torpa (Rv26) – Bäckhammars bruk (Rv26)
- Länsväg S 602: Jonsbols kvarn (Rv26) – Björneborg (603)
- Länsväg S 603: Agen (Rv26) – Björneborg (602) – Örebro läns gräns vid Sälsjön (T 547)
- Länsväg S 604: Övre Kvarnmotet (E18) – Dalåsen (605) – Tåbäcken (607)
- Länsväg S 605: Örebro läns gräns vid Boviken (T 702) – Dalåsen (604)
- Länsväg S 606: E18 – Kroksvik
- Länsväg S 607: Alkvettern (237) – Tåbäcken (604) – Bjurtjärn (771) – Dalbäcken (237)
- Länsväg S 608: Alkvettern (237) – Rishöjden (609) – Örebro läns gräns vid Rishöjden (T 706)
- Länsväg S 609: Örebro läns gräns vid Rishöjdsbron (T 713) – Rishöjden (608)
- Länsväg S 610: väg till Lässerud (631)
- Länsväg S 611: Töcksfors (E18) – Östervallskogs kyrka – Rommenäs
- Länsväg S 611.01: till riksgränsen vid Rommenäs ( – Römskog) – Ivarsbyn (614) – Lossbyn (622)
- Länsväg S 612: väg genom Töcksfors (E18) vid kyrkan – (612.01)
- Länsväg S 612.01: Töcksfors (E18 N) – (612) – (E18 S)
- Länsväg S 613: Norslund (E18) – Leverbyn (627)
- Länsväg S 614: Bergerud (627) – Djurskog – Ivarsbyn (611)
- Länsväg S 615: Rössbyn (E18) – Hämnäs (627)
- Länsväg S 616: Tvärdalen (E18) – Långelanda (172)
- Länsväg S 617: Nästebacka (172) – Karlanda kyrka (618, 627)
- Länsväg S 617.01: grenväg mot Töcksfors (627)
- Länsväg S 618: väg till Karlanda kyrka (617)
- Länsväg S 619: Sandmon (E18) – Töckfors (E18)
- Länsväg S 620: Älgestad (624) – Korterud (631)
- Länsväg S 622: Hajom (177) – Beted (655) – Lossbyn (611) – Påterud (623) – Gunnerud (629) – Skillingsfors (628, 631)
- Länsväg S 623: Koppom (177) – Fjuserud (625) – Hovsten (626) – Påterud (622)
- Länsväg S 624: Koppom (177) – Mon (625) – Solberga (626) – Älgestad (620) – Adolfsfors (631)
- Länsväg S 625: Mon (624) – Fjuserud (623)
- Länsväg S 626: Hovsten (623) – Solberga (624)
- Länsväg S 627: Skålerud (E18) – Leverbyn (613) – Bergerud (614) – V Bön (632) – Hämnäs (615, 632) – Karlanda kyrka (617) – Vännacka (177)
- Länsväg S 628: Skillingsfors (622) – Näsbacka (629) – Sundshagen (630) – Hångstad (631)
- Länsväg S 629: Gunnerud (622) – Näsbacka (628)
- Länsväg S 630: Sundshagsfors (628) – Klevene (631)
- Länsväg S 631: Nolbybråten (Rv61) – Köla (634) – Adolfsfors (624) – Lässerud (610) – Korterud (620) – Skillingsfors (622) – Klevan (630) – Hångstad (628) – riksgränsen vid Högsäter (– Vestmarka)
- Länsväg S 632: Västra Bön (627) – Hämnäs (627)
- Länsväg S 633: Rudsgården (177) – Köla (634)
- Länsväg S 634: Ö Flogned (177) – Köla (633, 631)
- Länsväg S 635: S By (177) – N By (Rv61)
- Länsväg S 637: Bäcken (177) – Hallebol (638) – Sulvik (172)
- Länsväg S 638: Hallebol (637) – V Flogned (177)
- Länsväg S 641: Trubbyn (E18) – Finntorp – Lönnskog – Bräckan (642) – Ed (581, E18)
- Länsväg S 641.01: grenväg mot Sågerud (E18)
- Länsväg S 642: Bräckan (641) – Torp (643) – Trehörningen (175)
- Länsväg S 643: Torp (642) – Blixbol – Aspsäter (175)
- Länsväg S 644: väg till Gillberga kyrka (175)
- Länsväg S 645: väg genom Stömne (175 – 175)
- Länsväg S 646: S Ström (172) – Lenungen – Vedviken (647) – Glava glasbruk – Glava (648) – Berga
- Länsväg S 647: Vedviken (646) – Spässerud – Glava kyrka (648)
- Länsväg S 648: Skasåsbron (175) – Sölje – Glava (646) – Glava kyrka (647) – Älgå kyrka (649) – Sulvik (172)
- Länsväg S 649: väg till Älgå kyrka (648)
- Länsväg S 650: Sulvik (172) – Ottebol (653) – Åmotfors (177). Vägen även kallad Kroppstadvägen
- Länsväg S 651: Jössefors (172) – Ottebol (653) – Kleven (Rv61)
- Länsväg S 653: Ottebol (651) – Ottebols gård (654, 650)
- Länsväg S 654: S Ottebol (653) – Ny kyrka
- Länsväg S 655: väg genom Beted (622 – 177)
- Länsväg S 656: Kärrsmossen (172) – Högvalta (656.01) – Stuperud (Rv61)
- Länsväg S 656.01: Högvalta (656) – Ängåsen (Rv61)
- Länsväg S 659: Graninge – Ängåsen (Rv61)
- Länsväg S 663: Knöstad (E18) – Kik (669)
- Länsväg S 664: (E45) – Vålberg – Industrivägen (vh-gräns) – (695) – Nor (548) – Norsbron (699) – Björkås (E18, 550)
- Länsväg S 665: S Högsäter (175) – färjeled över Byälven – Skäggebol (666) – S Borgvik (669)
- Länsväg S 666: Skäggebol (665) – Hagbråten (667) – Skasåsbron (175)
- Länsväg S 667: Hagbråten (666) – Strand (668)
- Länsväg S 668: N Fjöle (175) – Strand (667) – Värmskog (672) – Värmskogs kyrka (673) – Malsjö (693)
- Länsväg S 669: Nysäter (175) – Kik (663) – Sparnäs (546.01) – S Borgvik (665/546.02) – N Borgvik (546) – Malsjö (693) – Väsby (Rv45)
- Länsväg S 670: väg till Stavnäs kyrka (671)
- Länsväg S 671: Stavnäs (175, 670) – Klässbol (175)
- Länsväg S 672: Värmskog (668) – Avelsbol (674) – Klässbol (175)
- Länsväg S 673: Värmskogs kyrka (668) – Gärdsjön – Nygård (674) – Ingersbyn (676)
- Länsväg S 674: Avelsbol (672) – Nygård (673)
- Länsväg S 675: S Hög (175) – Högerud (676)
- Länsväg S 676: Ö Hungvik (175) – Högerud (675) – Ingersbyn (673) – Lerhol (677)
- Länsväg S 677: V Furtan (Rv61) – Lerhol (676) – Edane (680) – Nolgården (681) – Vikene (Rv61)
- Länsväg S 677.01: väg till Brunskogs kyrka
- Länsväg S 680: Edane (677) Kallviken (Rv61)
- Länsväg S 681: Nolgården (677) – Skärmnäs
- Länsväg S 683: Moriansfors (Rv61) – Brunsberg (684)
- Länsväg S 684: väg i Brunsberg (683 – Rv61)
- Länsväg S 686: Lerbodatorp (Rv61) – Högboda hållplats (687) – Renstad – Skog (238)
- Länsväg S 687: väg till Högboda (686)
- Länsväg S 689: Säldebråten (Rv61) – Frykeruds kyrka (690) – Lövåsen (E45)
- Länsväg S 690: Aplungstorp (E45) – Frykeruds kyrka (689)
- Länsväg S 693: Malsjö (669, 668) – Gustavsberg (694) – Grönlund (701, 696) – Krakmyren (697) – Högboda (Rv61)
- Länsväg S 694: Gustavsberg (693) – Skruvstad – St Bårum (Rv45)
- Länsväg S 695: Vålberg (664) – Edsvalla (701)
- Länsväg S 696: Grönlund (693, 701) – Skållerud – Äskebol (Rv61)
- Länsväg S 697: Krakmyren (693) – Säldebråten (Rv61)
- Länsväg S 699: Norsbron (664) – Trossnäs (702) – Mellbymon (701) – Lersätters trafikplats (Rv61, vh-gräns) – Karlslund (715)

## 700–799
- Länsväg S 700: väg till Nors kyrka (699)
- Länsväg S 701: Grönlund (693, 696) – Edsvalla (Rv45, 695) – Mellbymon (699)
- Länsväg S 702: Trossnäs (699) – Mellerudstorp – Bofasterud (703) – Katås (ramp mot Rv61) – Bergviksmotet (722, Rv61) vid Hultsberg, Karlstad. Går även förbi Önnerud (703).
- Länsväg S 703: Bofasterud (702) – Bren (Rv61)
- Länsväg S 704: Hynboholm (707) – Tolerud – Stenåsen (Rv61)
- Länsväg S 706: Hynboholm (704) – Grava kyrka (Rv62)
- Länsväg S 707: Hynboholm (Rv61) – (704) – Karlstads flygplats
- Länsväg S 710: Mogården (714) – N Fryksta – Nilsby (718, 716)
- Länsväg S 711: Lövåsen (E45) – Höglunda (712) – Trångstads hållplats (713) – Rud (716)
- Länsväg S 712: Höglunda (711) – Tolita (713) – Säby (716)
- Länsväg S 713: Trångstad (711) – Tolita (712)
- Länsväg S 714: N Hannäs (716) – Mogården (710, vh-gräns) – Apertin (717) – Öjenäs (725) – Dyvelsten (Rv62)
- Länsväg S 715: Stenåsen trafikplats (Rv61) – kommungränsen, vh-gräns – N Hannäs (716, vh-gräns) – Fagerås (Rv45)
- Länsväg S 716: N Hannäs (715) – (714) – Rud (711) – Säby (712) – Nilsby (710) – Bössviken (798) – Östra Ämtervik (800) – Högberg (801) – Sunne (241). Går även genom Kil (715), Trångstad (711), Säbytorp (712) och Vägvisaren (801) (???).
- Länsväg S 717: Apertin (714) – Dömle (718) – Tjärnheden (Rv62)
- Länsväg S 718: Nilsby (710) – Svenstorp – Dömle (717)
- Länsväg S 720: Brukmon (723) – Lundagård (vh-gräns) – Skived – Forsnor (728, vh-gräns) – Rudshult (730) – Östra Deje (732) – Tjunkens nordspets (736) – Rosendal (737) – Mölnbacka (752) – Nordsjötorp (733). Går även genom Skåre (723), Rud, Bergåsarna (736) - Jonsbol (737) och Bäckelid (733) (???).
- Länsväg S 721: Älvmotet (E18) – Södra Grava (Rv62)
- Länsväg S 722: Skutbergsmotet (E18) – Bergviksmotet (Rv61, 702)
- Länsväg S 723: Brukmon (720) – Stockfallet, Karlstad (Rv63). Går även genom Skåre (720) (???).
- Länsväg S 725: Södra Hyn (Rv62) – Öjenäs (714)
- Länsväg S 728: Forsnor (720) – Hösserud (730) – Forsnäs (Rv63)
- Länsväg S 729: Löved (Rv62) – genom Forshaga – (Rv62)
- Länsväg S 730: Hösserud (728) – Bjurerud – Rudshult (720)
- Länsväg S 732: V Deje (734) – Östra Deje (720)
- Länsväg S 733: Älvdalsvägen (734) – Forsleden – Bruksvägen – Sågarevägen (vh-gräns) – Katrineberg (735) – Nordsjötorp (720) – Bäck (812) – Olsäter (801) – Ö Ransäter (815) – Munkfors (809). Genomfart Munkfors: Bliavägen
- Länsväg S 734: Kvarntorp (Rv62) – Östra Deje (732) – Karlstadsvägen i Deje (vh-gräns) – Älvdalsvägen – (733) – Igeltjärnsvägen (Rv62)
- Länsväg S 735: väg till Nedre Ulleruds kyrka (733)
- Länsväg S 736: Tjunkens nordspets (720) – Solberg (737) – Häggstöd (Rv63)
- Länsväg S 737: Solberga (736) – Bernhus – Rosendal (720)
- Länsväg S 739: cirkulationsplats Skattkärr (E18) – Alster (E18) – Säter (741) – Alsters kyrka (742) – Alstrum (Rv63). Går även genom Vallargärdet (Rv 63) (???).
- Länsväg S 741: Skattkärr (571) – Säter (739)
- Länsväg S 742: Alsters kyrka (739) – Annelund (743)
- Länsväg S 743: Forsnäs (Rv63) – Annelund (742) – Hult – Öckna (746)
- Länsväg S 744: Skattkärr (741) – Öckna (746) – Bäck (745)
- Länsväg S 745: Lund (571) – Bäck (744) – Heden (240) – Glumshammar (754)
- Länsväg S 746: Ökna (744, 743) – Flatvik – Lövåsen (747) – Ängviken (240)
- Länsväg S 747: Gaperns nordspets (Rv63) – Norum – Lövåsen (746) – Hedås (240)
- Länsväg S 752: Rudsberg (Rv63) – S Rådom – N Rådom – Mölnbacka (720)
- Länsväg S 754: Sandbacken (240) – Glumshammar (745) – Höjdfallet (760) – Svenserud (756) – Lindfors (Rv63)
- Länsväg S 756: Karlsberg (240) – Svenserud (754) – Fageråshöjd (758) – Brattforsheden (Rv63)
- Länsväg S 758: Lindfors (Rv63) – Fageråshöjd (756) – Sutterhöjden (763)
- Länsväg S 759: Väse kyrka (240) – Lövhöjden – Mellby (760)
- Länsväg S 760: Höjdfallet (754) – Mellby (759) – N Ölmhult (763)
- Länsväg S 761: Väse kyrka (240) – Berg (762) – Hedetången (763) – Anneberg (767) – Kungsskogen – Lindås (770) – Laggartorp (764) – Bjurbäcken (772)
- Länsväg S 762: Karsvalla (240) – Berg (761)
- Länsväg S 763: Hedetången (761) – N Ölmhult (760) – Sutterhöjden (758) – Dalbotorp (764) – Tullen (Rv63)
- Länsväg S 764: Laggartorp (761) – Brattforshyttan – Dalbotorp (763)
- Länsväg S 765: Prästgården (E18) – Träfors – Rävetorp (767)
- Länsväg S 766: Åm (E18) – Vall (768) – Broby (767)
- Länsväg S 767: Stolpen (E18) Skanum (768) – Broby (766) – Rävetorp (765) – Anneberg (761)
- Länsväg S 768: Vall (766) – Skanum (767) – Lerdala – Hedebotten (Rv26)
- Länsväg S 769: väg genom Brattfors (Rv63– Rv63)
- Länsväg S 770: Lindås (761) – Lungsund (772)
- Länsväg S 771: väg till Bjurtjärns kyrka (607)
- Länsväg S 772: Nässundet (Rv26) – Lundsberg – Lungsund (770) – Vagnbroängen (774) – Bjurbäcken (761) – Asphyttan – Daglösen – Flottuvevägen (vh-gräns) – Filipstad (Rv63). Genomfart Filipstad: Konsul Lundströms väg
- Länsväg S 774: Vagnbroängen (772) – Storfors (Rv26)
- Länsväg S 777: Prästbäcken (Rv26) – Nykroppa (781) – Gammalkroppa – Knaggebo (Rv63)
- Länsväg S 781: väg till Kroppa kyrka (777 – 777)
- Länsväg S 790: Bodetta (E45) – Frykåsens hållplats
- Länsväg S 791: Elofsrud (E45) – Bäckebrons järnvägsstation
- Länsväg S 792: väg genom V Ämtervik (E45 –E45)
- Länsväg S 792.01: väg till V Ämterviks järnvägsstation
- Länsväg S 793: S Såneby (E45) – Öjerviks hållplats
- Länsväg S 795: Ed (E45, 884) – Rottneros (796, E45)
- Länsväg S 795.01: förbindelseväg vid Rottneros (E45)
- Länsväg S 796: väg till Rottneros järnvägsstation (795)
- Länsväg S 798: Bössviken (716) – Knutserud – Nolbergsviken (801)

## 800–899
- Länsväg S 800: väg till Östra Ämterviks kyrka (716)
- Länsväg S 801: Högberg (716) – S Ås (802) – Nolbergsviken (798) – Olsäter (733)
- Länsväg S 802: S Ås (801) – Mårbacka – Sunne (241)
- Länsväg S 805: Ransäter (Rv62) – Ransbacka (807, 808) – Ransberg
- Länsväg S 807: Ransbacka (805) – N Åmberg (Rv62)
- Länsväg S 808: Kärr (805) – Munkerud (241)
- Länsväg S 809: Munkerud (241) – Munkerud (903) – Munkfors kyrka (733) – Munkfors (Rv62, 817). Genomfart Munkfors: Munkerudsvägen – Bruksgatan – Uddeholmsvägen
- Länsväg S 812: Bäck (733) – Butorp – Torsked (813) – Älvsbacka (240)
- Länsväg S 813: Fösked (240) – Torsked (812)
- Länsväg S 814: väg genom Ransäter (Rv62 – Rv62)
- Länsväg S 815: förbindelseväg över Ransätersbron (814 – 733)
- Länsväg S 817: Munkfors (Rv62) – Sunnemo (240)
- Länsväg S 818: väg genom N Bogerud (Rv62 – Rv62)
- Länsväg S 819: väg genom Mjönäs (Rv62 – Rv62)
- Länsväg S 822: väg förbi Nybacka skola (Rv62 – Rv62)
- Länsväg S 824: Lidsbron (240) – N Råda (Rv62)
- Länsväg S 825: Högåsen (Rv63) – Mångshyttan – Västerud – Pardixgård (826)
- Länsväg S 826: Brattfors (Rv63) – Pardixgård (825) – Forshyttan (827) – Gräs – Sunnemo (829) – Lidsbron (240)
- Länsväg S 826.01: grenväg mot Molkom (240)
- Länsväg S 827: Forshyttan (826) – Bosjön – Skåltjärn – Bergmossen (832) – Storbron (Rv63)
- Länsväg S 829: Sundet (240) – Sunnemo (826)
- Länsväg S 832: Bergmossen (827) – Fogdhyttan (246)
- Länsväg S 834: Nordmark (246) – Taberg – Sandsjön (835) – Bosjöfallet – Rämmens kyrka (836) – Rämmen (245)
- Länsväg S 835: Motjärnshyttan (246) – Sandsjön (834) – Dalkarlsjön – Lesjöfors (Rv26)
- Länsväg S 836: väg till Rämmens kyrka (834)
- Länsväg S 840: Gumhöjden (245) – Gustav Adolf – Sätersta (843)
- Länsväg S 841: Uvanå (843) – Dalarnas läns gräns vid Uvanå (W 519)
- Länsväg S 842: Tvärmossåsen (843) – Laggåsen – Dalarnas läns gräns vid Lappmossåsen (W 500)
- Länsväg S 843: Geijersholm (246) – Sätersta (840) – Tvärmossåsen (842) – Gustavsfors – Uvanå (841) – Dalarnas läns gräns vid Baggfall (W 502)
- Länsväg S 847: Långban (Rv26) – Gåsborn (851) – Kosundet (848) – Mörttjärn (852) – Pålhammarsäng (Rv26)
- Länsväg S 848: Långbansände (Rv26) – Kosundet (847)
- Länsväg S 849: Oforsen (Rv26) – Liljendal
- Länsväg S 850: Lönnhöjden (Rv26) – Neva
- Länsväg S 851: Örebro läns gräns vid Örlingen (T 786) – Gåsborn (847)
- Länsväg S 852: Mörttjärn (847) – Dalarnas läns gräns vid Skäfteshöjden (W 522)
- Länsväg S 858: Charlottenberg (862) – bensinmacken (vh-gräns) – N Emterud (861)
- Länsväg S 859: Fjäll (867) – Djupfors (860) – Fjällstena (862)
- Länsväg S 860: Käringerud (867) – Djupfors (859)
- Länsväg S 861: Eda glasbruk (Rv61) – N Emterud (858) – Högbäcksmon (863)
- Länsväg S 862: Tallmon (Rv61) – Charlottenberg (858) – Ringvägen (vh-gräns) – Stråket (863, 866) – Fjällstena (859) – Nordsjöbruket (870) – Allstakan (864) – Bergatorp (869)
- Länsväg S 863: Stråket (862) – Högbäcksmon (861) – Häljeboda (864) – riksgränsen vid Håvilsrud (– Skotterud)
- Länsväg S 864: Allstakan (862) – Älvtorp (872) – Häljeboda (863)
- Länsväg S 865: Nolbybråten (Rv61) – Ås (866)
- Länsväg S 866: Åmotfors (177) – Vittensten – Lerot (867) – Ås (865) – Stråket (862)
- Länsväg S 867: Dalen (Rv61) – Käringerud (860) – Fjäll (859) – Lerot (866) – Mellbyn (Rv61)
- Länsväg S 868: Klätten (Rv61) – Ö Sälboda (869)
- Länsväg S 869: Speked (Rv61) – Ö Sälboda (868) – Rexed (870) – Gunnarskog (873, 871) – Bergatorp (862) – Forsbacka (871) – Treskog (877) – Fredros (885) – Simonstorp (888) – Klockargården (872) – riksgränsen vid Mitandersfors (– Austmarka)
- Länsväg S 870: Rexed (869) – Nordsjöbruket (862)
- Länsväg S 871: Gunnarskog (869) – Lövnäs – Forsbacka (869)
- Länsväg S 872: Älvtorp (864) – Klockargården (869)
- Länsväg S 873: Gate (Rv61, 874) – Bosebyn – Årbotten – Gunnarskog (869)
- Länsväg S 873.01: väg till Gunnarskogs kyrka
- Länsväg S 874: Gate (873) – Långvik – V Furtan (Rv61)
- Länsväg S 875: Blåfallsberget (Rv61) – Byn – Kronan (876)
- Länsväg S 876: Kalleviken (Rv61) – Kronan (875) – Grytterud (877) – Mangskog (878)
- Länsväg S 877: Grytterud (876) – Salungen (879) – Treskog (869)
- Länsväg S 878: Slorud (Rv61) – Mangskog (876) – Flytjärn (879) – S Västerrottna (882)
- Länsväg S 879: Salungen (877) – Flytjärn (878)
- Länsväg S 881: Berga (E45, 238) – Folkesgården
- Länsväg S 881.01: grenväg mot Rottneros (E45)
- Länsväg S 882: Rottneros (E45) – Årnäs (884) – S Västerrottna (878) – Berg (891) – Trötvik (885) – Gräsmark (887, 888). Går även förbi Krokbäcken och Kymstad.
- Länsväg S 884: Rottneros (E45) – Bråstorp – Årnäs (882)
- Länsväg S 885: Fredros (869) – Hundviken (886) – Humsjön – Ragvaldstjärn (886) – Trötvik (882)
- Länsväg S 886: Hundviken (885) – Kymmen – Ragvaldstjärn (885)
- Länsväg S 887: Gräsmark (882) – Högfors (888)
- Länsväg S 888: Ulvsberg (E45) – Gettjärn – Gräsmark (889, 882) – Forsnäs (890) – Högfors (887) – Simonstorp (946, 869). Går även förbi Hälserud, Timbonäs och Sävtorp (869) (???).
- Länsväg S 889: väg till Gräsmarks kyrka (888)
- Länsväg S 890: Forsnäs (888) – Svenbergstorp (892) – Mårbacken (E16). Går även förbi Brandsbol (888), Kvarnhöjden (892) och Finnsjön (???).
- Länsväg S 891: Ängen – Berg (882
- Länsväg S 892: Svenbergstorp (890) – Västanå (E16). Går även förbi Torsby (E16) och Kvarnhöjden (890) (???).
- Länsväg S 894: Råby (E45) – Kårarna (E45)
- Länsväg S 895: Söderby (E45) – Åshagen – Västanvik (E45) Går även förbi Vålängen och Granevik.
- Länsväg S 896: Söderby (E45) – Svenneby – väg till Notnäs. Går även förbi Bredviken (E45).
- Länsväg S 896.01: förbindelseväg till väg E45
- Länsväg S 898: N Borgeby (908) – Gjutaregården (901)

## 900–999
- Länsväg S 900: Ivarsbjörke (908) – Bäck (919) – Bäckalund (901)
- Länsväg S 901: Torsberg (241) – Gjutaregården (898) – Bäckalund (900) – Pörtet (907)
- Länsväg S 902: Ivarsbjörke hållplats (908) – Munken (919) – Mallbacken (907)
- Länsväg S 903: Munkerud (809) – Skymnäshagen (904) – V Skymnäs (906) – Sörby (907) – Lakene (916) – Skogaängarna (915). Genomfart Munkfors: Mossängsvägen
- Länsväg S 904: Örbäcken – Bäcken (905) – Ena – Skymnäshagen (905, 903)
- Länsväg S 905: Bäcken (904) – Skymnäshagen (904)
- Länsväg S 906: Höje (Rv62) – V Skymnäs (903)
- Länsväg S 907: Lysvik (908) – Mallbacken (902) – Pörtet (901) – Oxängen (915) – Sörby (903) – Jutåsen (916) – Myren (Rv62). Går även förbi Lövstaholm.
- Länsväg S 908: Sunne (241) – N Borgeby (898) – Ivarsbjörke (900) – Ivarsbjörke hållplats (902) – Lysvik (907, 910, 909, 910) – Bada (911) – Oleby (912) – Önneby (239). Går även förbi Ingmår (898), Edsbjörke (900) och Torsby (239).
- Länsväg S 909: Lysviks kyrka (910) – (908) – Ransbysäter
- Länsväg S 910: Lysvik (908) – Lysviks kyrka (909, 908) – Sätergården
- Länsväg S 911: Bada (908) – Tomtfall – Rinn (239)
- Länsväg S 912: väg till Oleby hållplats (908) Oleby – (908)
- Länsväg S 914: Råda (239) – Föskefors
- Länsväg S 915: Oxängen (907) – Skogsängarna (903) – S Skoga (918) – N Skoga (927) – Hole – Framnäs (239)
- Länsväg S 916: Lakene (903) – Jutåsen (907)
- Länsväg S 917: väg till N Råda kyrka (Rv62)
- Länsväg S 918: S Skoga (915) – Skogaforsen – Bäckåsarna (Rv62)
- Länsväg S 919: Bäck (900) – Munken (902)
- Länsväg S 921: Uddeholm (246) – Stjärnsfors
- Länsväg S 924: Hagfors(246) – Sundfallsvägen (vh-gräns) – Bergsäng (931)
- Länsväg S 926: Abborrtorpsvägen – Vintervägen (vh-gräns) – Slogkärrsätern – Halla (931)
- Länsväg S 927: N Skoga (915, 929) – Edebäck (Rv62)
- Länsväg S 928: Basterud (929) – Fuggesheden (Rv62)
- Länsväg S 929: N Skoga (927) – Basterud (928) – Mossberg (239)
- Länsväg S 930: väg genom Hara (Rv62 – Rv62)
- Länsväg S 931: Edebäck (Rv62) – Bergsäng (924) – Byn (932) – Halla (926) – Brattfallet (933) – Åstrand (Rv62)
- Länsväg S 932: Ekshärad (Rv62) – Byn (931)
- Länsväg S 933: Brattfallet (931) – V Näsberg – Dalarnas läns gräns vid Ö Näsberget (W 514)
- Länsväg S 939: Lekvattnet (E16) – Östmark (947)
- Länsväg S 946: Simonstorp (888) – Ormhöjden – Lekvattnet (E16). Går även förbi Sävtorp (888) (???)
- Länsväg S 946.01: till Lekvattnets kyrka
- Länsväg S 947: Kajsheden (E45, E16) – Sörmark (948) – Östmark (949, 939) – Lämbacken (950) – Tväråna (951) – Röjdåfors (960) – riksgränsen vid Grue (– Roverud). Går även förbi Rådom och Rännberg (951)
- Länsväg S 948: Sörmark (947) – Myrtorp (949) – Kristinefors (954)
- Länsväg S 949: Östmark (947) – Metbäcken – Myrtorp (948)
- Länsväg S 950: Lämbacken (947) – Arnsjön – riksgränsen vid Rottnemon (– Kongsvinger)
- Länsväg S 951: Tväråna (947) – Gransjön. Går även förbi Rännberg (947) och Råbäcken.
- Länsväg S 952: Oleby (908, 912) – (239) – Utterbyn – Fensbol (E45,E16). Går även förbi Röbjörkeby (239).
- Länsväg S 954: Överbyn (E45,E16) – Vitsand – Kristinefors (948) – Öjån (956) – Flatåsen (958) – Nyskoga kapell (959) – Bjurberget (960) – Bograngen (964)
- Länsväg S 956: Vägsjöfors (E45,E16) – Digerberget – Öjån (954)
- Länsväg S 957: Fastnäs (Rv62) – Värnäs (E45) – Månäs (969) – Hjällstad (958) – Möre (962) – Branäs (963)
- Länsväg S 957.01: Branäs – Persby (957 – Rv62)
- Länsväg S 958: Flatåsen (954) – Hjällstad (957)
- Länsväg S 959: väg till Nyskoga kapell (954)
- Länsväg S 960: Röjdåfors (947) – Viggen – Sörmon (961) – Bjurberget (954)
- Länsväg S 961: Sörmon (960) – riksgränsen vid Falltorp (– Flisa)
- Länsväg S 962: Möre (957) – Likenäs (Rv62)
- Länsväg S 963: Branäs (957) – bro över Klarälven vid Ransby – Ransby (Rv62)
- Länsväg S 964: Klarabro (Rv62) – Letafors – Bograngen (954, 965) S Finnskoga (966) – riksgränsen vid Medskogen (– Flisa)
- Länsväg S 965: Bograngen (964) – Järpliden
- Länsväg S 966: S Finnskoga (964) – Skråckarberget
- Länsväg S 967: Uggleheden (Rv62) – riksgränsen vid Bastuknappen
- Länsväg S 968: Klaråsen (Rv62) – Källmon (Rv62). Går även förbi Aspberget.
- Länsväg S 968.01: väg till Aspberget
- Länsväg S 969: Månäs (957) – Sörnäs (Rv62)
- Länsväg S 970: N Finnskoga kyrka (Rv62) – Höljes